# Monneus
Monneus is een kevergeslacht uit de familie van de boktorren (Cerambycidae). De wetenschappelijke naam van het geslacht werd voor het eerst geldig gepubliceerd in 2001 door Magno.

## Soorten
Monneus is monotypisch en omvat slechts de volgende soort:
- Monneus longiventris Magno, 2001